# Kąty Wrocławskie (stad)
Kąty Wrocławskie (Duits: Kanth) is een stad in het Poolse woiwodschap Neder-Silezië, gelegen in de powiat Wrocławski. De oppervlakte bedraagt 6,34 km², het inwonertal 5495 (1 januari 2006).